# Битва при Эммендингене
Битва при Эммендингене (нем. Schlacht bei Emmendingen) — сражение 19 октября 1796 года между французской Рейнско-Мозельской армией генерала Жаном Моро и австрийскими войсками эрцгерцога Карла у местечка Эммендинген во время кампании 1796 года войны первой коалиции. Завершилась победой австрийской армии.

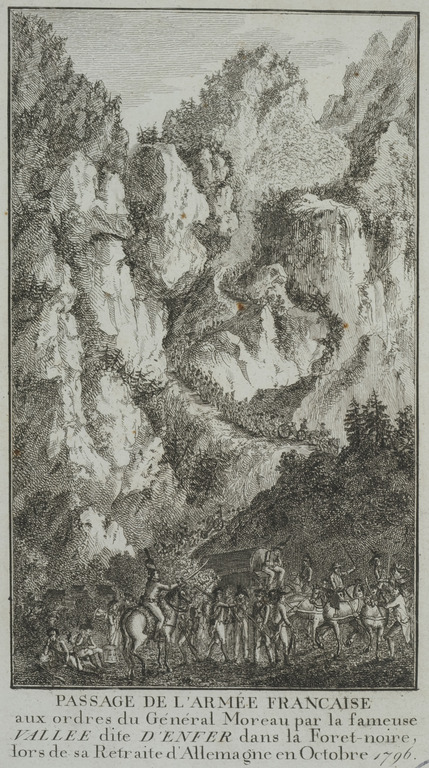
Переход армии Моро через Шварцвальд.

Отступив из южной Германии и перейдя Шварцвальд, армия Моро 19 октября подошла к Эммендингену. Его войска остановились на линии Ригель - Эммендинген - Вальдкирх, правое крыло под командованием генерала Ферино прикрывало проходы через Шварцвальд против следующих за ним австрийских войск под командованием генералов Фрелиха и Науендорфа. Общая протяженность французских позиций составляла около 5 километров. Отдельный корпус под командованием генерала Ферино занял Хёлленталь и соседние высоты. Французы, искавшие переправу через Рейн, не подвергались атаке преследующих их австрийцев до 10 часов утра.
Австрийцы наступали четырьмя колоннами. Когда они заняли высоты у Кольнау, Сен-Сиру пришлось отказаться от атаки на Блайбах и снова эвакуировать Кольнау и Вальдкирх. Войска Науендорфа усилили войска, стоявшие у Кандельберга, и снова успешно атаковали новую позицию французов за Вальдкирхом, поэтому Сен-Сир отступил еще на 2 мили (3 км) в относительно безопасный Денцлинген. 
Бои шли не лучше для французов на их левом фланге. Авангард Декана двинулся вперед, но в полдень Латур послал две колонны атаковать Бопюи, сменившего Декана после его ранения, между Мальтердингеном и Хёлленталем, что привело к ожесточенной перестрелке. Отдав приказ отступать за Эльц, Бопюи был убит, а его дивизия не получила приказа об отступлении, что нанесло французам дополнительные потери.
Наконец, ближе к вечеру прибыла третья колонна Вартенслебена  и пригрозила обойти правый фланг французов; французы отступили за реку Эльц, разрушив мосты позади себя.
Отступающие французы потеряли около 1000 человек во время боя и несколько сотен пленных, после чего австрийцы объявили о своей победе. Французское правительство предполагало даже полное уничтожение Рейнско-мозельской армии, но это оказалось необоснованным, так как, проиграв сражение, Моро 20 октября всё же пробился обратно за Дрейзам и 28 октября сумел перейти через Рейн.